# Brabant-en-Argonne
Brabant-en-Argonne je francouzská obec v departementu Meuse v regionu Grand Est. Žije zde 100 obyvatel.

## Poloha obce

### Sousední obce
| Růžice kompasu |                     | Récicourt           | Dombasle-en-Argonne | Růžice kompasu |
| Růžice kompasu | Clermont-en-Argonne | Sever               |                     | Růžice kompasu |
| Růžice kompasu | Clermont-en-Argonne | Brabant-en-Argonne  |                     | Růžice kompasu |
| Růžice kompasu | Clermont-en-Argonne | Jih                 |                     | Růžice kompasu |
| Růžice kompasu |                     | Brocourt-en-Argonne |                     | Růžice kompasu |